# Crown Estate
El Crown Estate es una colección de tierras y propiedades en el Reino Unido que pertenecen al monarca británico como una corporación única, lo que lo convierte en el «patrimonio público del soberano», que no es propiedad del gobierno ni parte del patrimonio privado del monarca.
El soberano no está involucrado en la gestión o administración de la herencia y ejerce solo un control muy limitado de sus asuntos. En cambio, la amplia cartera del patrimonio es supervisada por un organismo público incorporado semiindependiente encabezado por los Comisionados del Patrimonio de la Corona, que ejercen «los poderes de propiedad» del patrimonio, aunque no son «propietarios por derecho propio».  Los ingresos de estas posesiones hereditarias han sido puestos por el monarca a disposición del Gobierno de Su Majestad a cambio de la liberación de la responsabilidad de financiar el Gobierno Civil. Estos ingresos proceden así directamente al Tesoro de Su Majestad, en beneficio de la nación británica. Crown State es formalmente responsable ante el Parlamento del Reino Unido, donde tiene el mandato legal de presentar un informe anual al soberano, una copia del cual se envía a la Cámara de los Comunes. En Escocia, Crown Estate es administrado por Crown Estate Scotland, un organismo formado en 2016.
The Crown Estate es uno de los administradores de propiedades más grandes del Reino Unido y administra propiedades por valor de 14,1 mil millones de libras esterlinas, con propiedades urbanas valoradas en  9,1 mil millones que representan la mayoría del patrimonio por valor. Estos incluyen muchas propiedades en el centro de Londres, pero la propiedad también controla 7 920 km 2 de tierras agrícolas y bosques y más de la mitad de la costa del Reino Unido, y conserva otras propiedades y derechos tradicionales, incluidos el hipódromo de Ascot y el Gran Parque de Windsor. Si bien el Home Park también forma parte de Crown Estate, los palacios reales ocupados, como el propio Castillo de Windsor, no forman parte de él, sino que se administran a través de la Casa Real. El oro y la plata naturales en el Reino Unido, conocidos colectivamente como «Mines Royal», son administrados por Crown Estate y arrendados a operadores mineros.
Históricamente, las propiedades de Crown Estate fueron administradas por el monarca reinante para ayudar a financiar el negocio de gobernar el país. Sin embargo, en 1760, Jorge III entregó el control de los ingresos del Estado al Tesoro, liberándolo así de la responsabilidad de pagar los costos del servicio civil, los costos de defensa, la deuda nacional y sus propias deudas personales. A cambio, recibió una subvención anual conocida como Lista Civil.
Por tradición, cada monarca subsiguiente estuvo de acuerdo con este arreglo en el momento de su adhesión. Pero desde el 1 de abril de 2012, según los términos de la Ley de Subvención Soberana de 2011 (SSG), se abolió la Lista Civil y se proporcionó al monarca una fuente estable de ingresos indexada a un porcentaje de los ingresos netos anuales de Crown Estate (actualmente establecidos al 25%). Esto tenía la intención de proporcionar una solución a largo plazo y eliminar el tema políticamente delicado de que el Parlamento tenga que debatir la asignación de la Lista Civil cada diez años. Posteriormente, la Ley de Subvención Soberana permite que todos los futuros monarcas simplemente extiendan estas disposiciones para sus reinados por Orden en Consejo. La ley no implica ningún cambio legal en la naturaleza de la propiedad del patrimonio, sino que es simplemente un punto de referencia por el cual la subvención soberana se establece como una subvención del Parlamento.